# VIII wiek p.n.e.
VIII wiek p.n.e.

X wiek p.n.e. IX wiek p.n.e. VIII wiek p.n.e. VII wiek p.n.e. VI wiek p.n.e.

## Wydarzenia w Europie
- około 800 p.n.e.

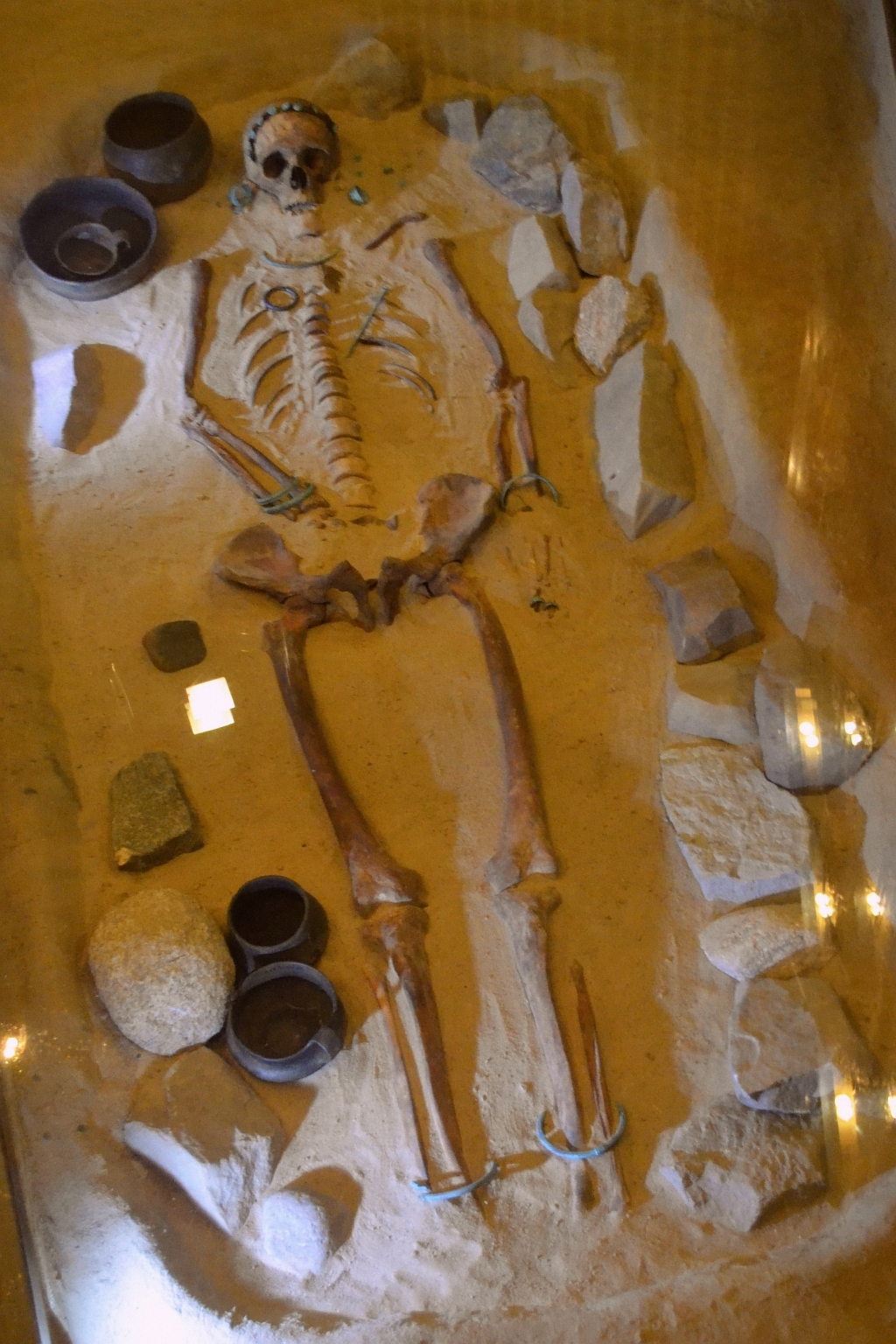
Grób szkieletowy w obstawie kamiennej, Muzeum Archeologiczne w Krakowie

- - Celtowie zamieszkiwali dzisiejsze południowe Niemcy, południowe i środkowe Morawy oraz Francję, Germanie północne Niemcy, Półwysep Jutlandzki i południową Szwecję, pogarszające się warunki klimatyczne zmusiły Germanów do parcia na południe
  - w architekturze greckiej pojawiły się dwa porządki: dorycki i joński
  - Grecy przejmują alfabet fenicki
  - pierwsze osady na wzgórzach Kwirynału i Eskwilinu
  - początek kultury halsztackiej, celtyckiej epoki żelaza w centralnej Europie
- lipiec 776 p.n.e. – pierwsze odnotowane Igrzyska Olimpijskie w Grecji (Olimpia)
- ok. 757 p.n.e.
  - wedle tradycji założona została pierwsza grecka kolonia w zachodniej części Morza Śródziemnego – Kyme (rzym. Cumae), tym samym rozpoczął się najważniejszy okres zakładania zamorskich kolonii przez Greków, trwał on do końca VI w. p.n.e.
- 21 kwietnia 753 p.n.e. – zwyczajowa data założenia Rzymu
- około 750 p.n.e.
  - Grecy udoskonalili alfabet fenicki
  - nowy obrządek grzebalny w Italii: zmarłych chowano w prostokątnych dołach (fosach)
  - Italia stała się jednym z głównych rynków zbytu dla greckiego eksportu towarów
- 750 p.n.e.
  - tradycyjna data ukończenia Iliady i Odysei przez Homera
  - połączenie osad na 7 wzgórzach Rzymu w jeden organizm miejski
- 740 p.n.e. lub 736 p.n.e. – pierwsza wojna meseńska na Peloponezie
- zima 738 p.n.e. – założenie osady w Biskupinie
- ok. 735 p.n.e. Jonowie z Chalkidy założyli Naksos – pierwszą kolonię grecką na Sycylii
- 734 p.n.e. – Korynt założył na Sycylii kolonię Syrakuzy (ze wsch. części wyspy wyparto plemię Sykulów)
- po 730 p.n.e. – przybycie Trako-Kimmerów na terytorium dzisiejszych Węgier
- 724 p.n.e. – podczas XIV Starożytnych Igrzysk Olimpijskich rozegrano po raz pierwszy bieg podwójny (diaulos) na dystansie 2 stadionów (384,54 m)
- 715 p.n.e. – Numa Pompiliusz wprowadził kult Westy, zakazał pochówku zmarłej w zaawansowanej ciąży przed wyjęciem dziecka z jej ciała
- 710 p.n.e. – Spartanie zakończyli podbój Mesenii
- 708 p.n.e.
  - Sparta założyła swoją jedyną kolonię – Tarent
  - podczas igrzysk po raz pierwszy rozegrano zapasy (pale) i pięciobój (pentathlon)
- około 700 p.n.e.
  - prawodawstwo Likurga w Sparcie
  - początek epoki żelaza w Europie Zachodniej i Środkowej

## Wydarzenia w Azji
- około 800 p.n.e.
  - najprawdopodobniej w tym czasie miała miejsce legendarna bitwa na równinie Kurukszetry (Środkowe Indie) między Kaurawami i Pandawami
- po 800 p.n.e. – w Indiach powstały starsze upaniszady
- 782 p.n.e. – założono miasto Erywań
- 771 p.n.e. – chińska dynastia Zhou straciła rzeczywistą władzę na rzecz lennych państw
- 763 p.n.e. – pierwszy zapis o zaćmieniu Słońca (asyryjskie zaćmienie Słońca)
- około 763 p.n.e. – 734 p.n.e. – królestwo Urartu osiągnęło szczyt świetności za panowania Sarduriego II
- 745 p.n.e. – Tiglat-Pileser III objął władzę w Asyrii, zreformował armię i rozpoczął nową falę ekspansji państwa asyryjskiego (do ok. 630 p.n.e.)
- 722 p.n.e. – władca Asyrii Sargon II podbił Izrael i Babilonię, nastąpiły deportacje i przesiedlenia ludności żydowskiej
- 721 p.n.e. – Sargon II zdobył i zniszczył Samarię (ludność uprowadzono do niewoli)
- 705 p.n.e. – asyryjski król Sennacheryb nakazał budowę Niniwy – nowej stolicy królestwa
- 701 p.n.e. – Sennacheryb zajął Fenicję

## Wydarzenia w Afryce
- około 746 p.n.e. – Nubijczycy podbili Egipt
- 712 p.n.e. – zjednoczenie Egiptu pod rządami dwudziestej piątej dynastii (zwanej nubijską), początek Epoki Późnej

## Wydarzenia w Ameryce
- około 800 p.n.e. – pojawiła się kultura Paracas, preinkaska kultura, która rozwinęła się w rejonie Ica (Peru) – przetrwała do 100 n.e.

## Wydarzenia w Oceanii
Więcej wydarzeń w artykułach dotyczących poszczególnych lat:

800 p.n.e. 799 p.n.e. 798 p.n.e. 797 p.n.e. 796 p.n.e. 795 p.n.e. 794 p.n.e. 793 p.n.e. 792 p.n.e. 791 p.n.e. 
790 p.n.e. 789 p.n.e. 788 p.n.e. 787 p.n.e. 786 p.n.e. 785 p.n.e. 784 p.n.e. 783 p.n.e. 782 p.n.e. 781 p.n.e. 
780 p.n.e. 779 p.n.e. 778 p.n.e. 777 p.n.e. 776 p.n.e. 775 p.n.e. 774 p.n.e. 773 p.n.e. 772 p.n.e. 771 p.n.e. 
770 p.n.e. 769 p.n.e. 768 p.n.e. 767 p.n.e. 766 p.n.e. 765 p.n.e. 764 p.n.e. 763 p.n.e. 762 p.n.e. 761 p.n.e. 
760 p.n.e. 759 p.n.e. 758 p.n.e. 757 p.n.e. 756 p.n.e. 755 p.n.e. 754 p.n.e. 753 p.n.e. 752 p.n.e. 751 p.n.e. 
750 p.n.e. 749 p.n.e. 748 p.n.e. 747 p.n.e. 746 p.n.e. 745 p.n.e. 744 p.n.e. 743 p.n.e. 742 p.n.e. 741 p.n.e. 
740 p.n.e. 739 p.n.e. 738 p.n.e. 737 p.n.e. 736 p.n.e. 735 p.n.e. 734 p.n.e. 733 p.n.e. 732 p.n.e. 731 p.n.e. 
730 p.n.e. 729 p.n.e. 728 p.n.e. 727 p.n.e. 726 p.n.e. 725 p.n.e. 724 p.n.e. 723 p.n.e. 722 p.n.e. 721 p.n.e. 
720 p.n.e. 719 p.n.e. 718 p.n.e. 717 p.n.e. 716 p.n.e. 715 p.n.e. 714 p.n.e. 713 p.n.e. 712 p.n.e. 711 p.n.e.
 710 p.n.e. 709 p.n.e. 708 p.n.e. 707 p.n.e. 706 p.n.e. 705 p.n.e. 704 p.n.e. 703 p.n.e. 702 p.n.e. 701 p.n.e.